# 少年の魔法の角笛 (マーラー)
『少年の魔法の角笛』（しょうねんのまほうのつのぶえ、ドイツ語: Des Knaben Wunderhorn）または『子供の不思議な角笛』（こどものふしぎなつのぶえ）は、グスタフ・マーラーが作曲した10曲からなる歌曲集。アルニム（Ludiwig Achim von Arnim）とブレンターノ（Clemens Brentano）がドイツの民俗的な里謡や童謡などを収集した同名の民謡詩集の中から選んでテキストとしている。
この書名のwunderは英語ではwonderまたはmiracleであり、マジックの「魔法」よりも「不思議」の訳のほうが原文に適っている。またhornは「角で作った道具」で、笛の外に杯や小物入れの函などの製品がある。アルニム他の民謡詩集の第2集（1808年）の表紙では、細かな線刻で装飾された角製の入れ物が彫られ、笛の吹き口や音の吹き口となるアサガオ部分には飾りの蓋がついている絵が描かれている。
1892年から1898年にかけて作曲された。ピアノ伴奏版と、オーケストラ伴奏版がある。交響曲の楽章に転用されたものや、単独の歌曲として作曲されているが、含められる曲もある。

## 作曲の経過
もともと一つの歌曲集として作曲されたわけではなく、単独で作曲された物を出版にあたって一つにまとめたものである。このため、初演時や、出版時には別のタイトルとなっているものもある。
1892年1月28日に第1曲のピアノスコアが完成し、その後1か月の間に第2曲から第4曲のピアノスコアが完成した。これに「天上の生」（交響曲第4番の4楽章に転用された）を加えたものが、1892年4月26日の日付があるフルスコアに「フモレスケン (Humoresken)」と題して一括されていた。
続いて第5曲から第7曲と「原光」（交響曲第2番の4楽章に転用）が翌年に作曲された。
その後、「天上の生」と「原光」が削除され、第8曲から第10曲が作曲された。
1899年に最初の出版の際には、第1曲から第10曲と一旦削除された「原光」と、交響曲第3番の第5楽章「3人の天使が歌った」の独唱版が加えられたものとなった。これは、ライプツィヒのワインベルガーからピアノ・スコアとフルスコアが出版されている。ただし、フルスコアには「3人の天使が歌った」は含まれていない。
その後、単独の歌曲として1899年に「死せる鼓手」、1901年に「少年鼓手」が作曲された。この2曲は、『リュッケルト歌曲集』とまとめて『7つの歌』とされることもある。これは初版時にまとめて出版されたことに由来する。
演奏順序は『リュッケルト歌曲集』と同じく自由に組み合わせることができる。

## 曲目
1. 歩哨の夜の歌
2. むだな骨折り
3. 不幸な時の慰め
4. この歌を作ったのは誰？
5. この世の生
6. 魚に説教するパドヴァの聖アントニウス
7. ラインの伝説
8. 塔の中で迫害されている者の歌
9. 美しいラッパが鳴りひびくところ
10. 高い知性を賛える

初期の出版時には、以下の2曲が存在した。
原光（交響曲第2番の4楽章に転用）
3人の天使が歌った（交響曲第3番の5楽章、合唱から独唱への編曲）
当初含められていたが、出版時に削除された。
天上の生（交響曲第4番の4楽章）
単独の歌曲として作曲されているが、含められることが多い。
10a.死せる鼓手
10b.少年鼓手

## 演奏時間
全12曲約50分

## 編成
曲により異なる。
| 木管   | 木管                | 金管         | 金管         | 打           | 打                                                                 | 弦           | 弦           |
| ------ | ------------------- | ------------ | ------------ | ------------ | ------------------------------------------------------------------ | ------------ | ------------ |
| Fl.    | 2 Pic1              | Hr.          | 4            | Timp.        | ●                                                                  | Vn.1         | ●            |
| Ob.    | 2, Ehr1             | Trp.         | 2            | 他           | 大太鼓、小太鼓、シンバル、トライアングル、タムタム、ルーテ（むち） | Vn.2         | ●            |
| Cl.    | 2, Pic.Cl1          | Trb.         | 1            | 他           | 大太鼓、小太鼓、シンバル、トライアングル、タムタム、ルーテ（むち） | Va.          | ●            |
| Fg.    | 3, (C.Fgに持ち替え) | Tub.         | 1            | 他           | 大太鼓、小太鼓、シンバル、トライアングル、タムタム、ルーテ（むち） | Vc.          | ●            |
| 他     |                     | 他           |              | 他           | 大太鼓、小太鼓、シンバル、トライアングル、タムタム、ルーテ（むち） | Cb.          | ●            |
| その他 | その他              | ハープ、独唱 | ハープ、独唱 | ハープ、独唱 | ハープ、独唱                                                       | ハープ、独唱 | ハープ、独唱 |